# Bundesregierung Buresch I
Die österreichische Bundesregierung Buresch I amtierte vom 20. Juli 1931 bis 27. Jänner 1932. Regierungschef war Karl Buresch. Die Regierung war mit der Fortführung der Geschäfte betraut bis 29. Jänner 1932.
Buresch wurde am Höhepunkt der Weltwirtschaftskrise und inmitten der im Mai 1931 aufgebrochenen Katastrophe der Creditanstalt nach dem Scheitern der zunächst betrauten Politiker Otto Ender und Ignaz Seipel mit der Regierungsbildung betraut. Seine Regierung galt als Übergangskabinett. Die Weigerung Bureschs, sich zu einem explizit „deutschen Kurs“ zu bekennen, führte schließlich zum Bruch des Bündnisses mit den Großdeutschen, und zum Minderheitskabinett Buresch II.
| Amt                                          | Amtsinhaber | Partei                    |
| -------------------------------------------- | --- | ------------------------- |
| Bundeskanzler                                | Karl Buresch | CSP                       |
| Vizekanzler                                  | Johann Schober (mit der sachlichen Leitung der auswärtigen Angelegenheiten betraut) | ohne Parteimitgliedschaft |
| Bundeskanzleramt                             | Bundesminister Franz Winkler (mit der sachlichen Leitung der inneren Angelegenheiten betraut)                                                                                             | Landbund                  |
| Bundesminister für Justiz                    | Hans Schürff | GDVP                      |
| Bundesminister für Unterricht                | Emmerich Czermak | CSP                       |
| Bundesminister für soziale Verwaltung        | Josef Resch | CSP                       |
| Bundesminister für Finanzen                  | Josef Redlich (bis 5. Oktober 1931) Karl Buresch (mit der vorläufigen Fortführung der Geschäfte betraut, 5. Oktober 1931 bis 16. Oktober 1931) Emanuel Weidenhoffer (ab 16. Oktober 1931) | CSP CSP                   |
| Bundesminister für Land- und Forstwirtschaft | Engelbert Dollfuß | CSP                       |
| Bundesminister für Handel und Verkehr        | Eduard Heinl | CSP                       |
| Bundesminister für Heereswesen               | Carl Vaugoin | CSP                       |